# 昭化寺
40°27′46″N 114°27′47″E / 40.46278°N 114.46306°E
昭化寺位於中國河北省張家口市懷安縣懷安城鎮西大街，2001年被列為第五批全國重點文物保護單位。
昭化寺始建于明洪武二十五年（1392年），初稱永慶禪寺。正統元年（1436年）重修，歷時八年完工，更名昭化寺。寺坐北朝南，占地3600平方米，有山門、天王殿、大雄寶殿、東西配殿等建築。主體建築大雄寶殿面闊五間，進深三間，單檐歇山頂，殿內有嘉靖四十一年所繪壁畫。

## 前身
昭化寺之前身為永慶禪寺，根據《懷安縣志》卷十三〈典祀·寺觀〉：「昭化寺：在城西大街，洪武三十年建，正統十年重修。」推測，永慶禪寺應建於洪武三十年（1397年）。此後，由於明代懷安城位處邊疆，屢次遭蒙古人攻陷，加上該地區低震度地震頻繁，夏秋兩季更時常遭逢大水，導致永慶禪寺損毀嚴重，僅剩地基殘存。

## 修建過程
由於明太祖朱元璋對佛教實施嚴格控制，且明成祖朱棣禁止重修已損壞之寺廟，因此損毀的永慶禪寺一直無法被修繕。明英宗即位後，權宦王振佞佛，才使政策寬鬆許多。正統元年（1436年）起，柏玉、武住兩位宦官透過捐獻與募資，對永慶禪寺進行歷時八年的整修工程，工程項目以擴大原有建築規模和數量為重心，完工後，正統十年，永慶禪寺因獲英宗賜額而改名「昭化寺」。此外，另有一說認為宣德八年（1433年），當地民眾便已自發性地著手整修寺廟中三大士殿，因此該殿的風格與其他處有所不同。

## 修建成果
昭化寺分作四進，由山門進入後，分別是前殿天王殿、碑樓、中心的正殿大雄寶殿與三大士殿，正殿左右則分別設置了祀奉觀音、羅漢的東配殿與供奉地藏菩薩、地獄十王的西配殿，亦有祭拜伽藍神、護法神等。上述神祇都與施食濟度、水陸法會等超度儀式相關，明代懷安地區地處邊境，兵禍和死傷無數或許是造成此現象的理由之一。除此之外，該寺廟也修築了收藏經書的藏經殿、供僧人住宿、修行的僧房與方丈室，以及廚房（庖）、浴室（湢）、糧倉（廪）、庫房（庫）等生活設施。

### 〈勑賜昭化寺碑〉
目前昭化寺僅存的一塊石碑，現存於大雄寶殿內，為漢白玉材質，長2.1米、寬0.9米、厚0.3米，碑文字跡清晰、保存狀況良好，碑陽凡23行、滿行58字，共計1024字。該碑原本豎立在山門和天王殿之間的碑樓內，其他石碑被推測損壞於中華人民共和國成立初期，時值昭化寺被改建為學校，為了拓寬場地才將碑樓及石碑人為破壞。該碑文著重於敘述懷安衛在軍事防禦上的重要性、昭化寺的前身及正統初年重建等情況，是研究明代懷安衛城及昭化寺沿革的第一手材料。

## 沿革

### 明朝正德至嘉靖年間
在明代，琉璃瓦的使用與封建制度相關，其依據釉色又可分為黃和紅、青、黑等等級，唯有親王府邸、皇家園林、重要寺觀之主殿才可使用黃、綠或黃綠剪邊琉璃作為建材。正德九年（1509年），由於獲得了英宗賜予匾額，昭化寺地位一舉提高，當地信眾便自發捐款將大雄寶殿屋頂更換為綠琉璃，其琉璃磚瓦由山西汾州休縣張家里喬氏所製。嘉靖八年（1529年），保安右衛右所的龐玉一家出資重新修復、彩繪觀音菩薩、善財龍女和護法等神祇。此外，經高虎、王安才、張永、宋正道等人捐助，畫師任朝相與其團隊於嘉靖四十一年（1562年）十月初十完成大雄寶殿四十七幅水陸壁畫。

### 清朝時期
由於蒙古內附，清朝時的已不再位處邊境，少了戰爭的破壞，此時期未見有關昭化寺重大整修的紀錄。乾隆六年刊本《懷安縣志》卷二四〈藝文〉中收錄了朱甦的詩〈昭化寺〉，記錄該寺秋天時的景致，詩中描述之建築布局與〈勑賜昭化賜碑〉契合。 光緒二年刊本《懷安縣志》卷三〈食貨志·風俗〉中記載，到嘉慶年間以前，每年十月初旬，昭化寺都會舉辦「皮襖會」，後為城隍廟取代。

### 民國時期
根據民國版《懷安縣志》卷四〈寺廟〉記載，昭化寺在碑樓與天王寺的兩側分別興建了源殿、寧殿和鐘樓、鼓樓，寺廟後面則另起了一座三級寶塔。